# Anna Vissi
Anna Vissi (în greacă Άννα Βίσση; n. 20 decembrie 1957, Larnaca, Eparchia Larnakas, Cipru) este o cântăreață, compozitoare și actriță născută în Cipru, cunoscută la nivel internațional în special în Cipru, Grecia și Statele Unite. În anii '80, Vissi a început o colaborare exclusivă cu Nikos Karvelas rezultând unul dintre cele mai de succes parteneriate muzicale din istoria Greciei. Împreună au fondat casa de discuri CarVi, care a devenit mai târziu Sony Music Grecia. A experimentat mai multe stiluri de muzică și a fost una din primii artiste din Grecia care au introdus elemente din muzica pop și cea dance în genurile laïko și entehno. Cel mai mare succes comercial l-a avut albumul Fotia (1989), urmat de Kravgi (2000), care a devenit cel mai bine vândut album al anilor 2000 și al optulea cel mai bine vândut album din toate timpurile în ceea ce privește numărul de copii vândute, în timp ce alte șase albume – Kitrino Galazio (1979), I Epomeni Kinisi (1985), Klima Tropiko (1996), Travma (1997) și Antidoto (1998) – s-au vândut în peste un milion de exemplare. A lansat mai multe șlagăre, printre care cel mai cunoscut cântec este „Dodeka”. Totuși, din cauza schimbării imaginii și trecerea la un stil laïko-pop mult prea comercial, piesele sale au fost primite de critică cu recenzii mixte, iar popularitatea sa a intrat într-un declin în anii 2010.
Cariera sa se întinde de-a lungul a aproape patru decenii, timp în care Vissi a influențat mai multe generații de tinere artiste. A câștigat șase premii Arion Music, 15 premii Pop Corn Music, și nouă premii MAD Video Music. Din 1995 până în 2013, Vissi a primit 32 de discuri de platină și 11 de aur în Grecia, devenind una dintre cele mai comerciale artiste din istoria țării cu peste 9,5 milioane de înregistrări vândute în întreaga lume. Albumul său Kravgi rămâne unul dintre cel mai bine vândute albume ale anilor 2000 și unul dintre cel mai bine vândute din toate timpurile, în vreme ce alte două —Travma și Antidoto— se regăsesc printre succesele comerciale. În Statele Unite, piesa Annei „Call Me", varianta în limba engleză a piesei Eisai (Tu ești), ajunge numărul 1 în U.S. Billboard Hot Dance Club Play Chart, în 2005. În 2010, Alpha TV a numit-o a doua cea mai certificată câtăreață greacă din 1960 încoace, după Haris Alexiou, în timp ce Forbes a considerat-o a cincisprezecea celebritate cu cea mai mare influență în Grecia.

## Biografie

### Origini și copilăria

Anna Vissi (16 ani) cântând la un spectacol TV din Cipru, cu puțin timp înainte de a se stabili în Grecia.

Anna Vissi s-a născut la 20 decembrie 1957 în Pyla, Larnaca, Cipru, fiind a doua din cele trei fiice ale lui Nestora, patron al unui magazin și Sofia, casnică. A început să cânte de la o vârstă fragedă iar studiile muzicale le-a început de la vârsta de șase ani, la conservatorul local. În această perioadă susține mai multe concerte alături de sora sa, Lia, care o acompania la pian, formația fiind cunoscută sub numele de Surorile Vissi. La 12 ani câștigă primul său loc 1 la un concurs al tinerelor talente. Doi ani mai târziu, Anna devine principala cântăreață la Ayia Tilliria, care a reprezentat, de asemenea, și prima sa apariție televizată.
În 1973, familia sa se stabilește la Atena, Grecia, unde ea va reuși să continue studiile muzicale la Conservatorul Național. Va apărea alături de alte nume importante ale muzicii grecești precum George Dalaras, Haris Alexiou sau Vasilis Papakonstantinou în reprezentații din celebre cluburi de noapte din cartierul istoric atenian Plaka, timp în care Anna va studia și dreptul la Universitatea din Atena. Prima sa colaborare importantă, pe lângă cea cu George Dalaras, a fost cea cu compozitorul Stavros Koujioumtzis. Koujioumtzis a compus două cântece pentru Vissi, S' Agapo („Te iubesc”) și Sta Hronia Tis Ipomonis („În anii îngăduinței”). A mai colaborat cu alți compozitori greci importanți precum Mikis Theodorakis (1974/1975), Georgios Hadjinassios (1974), Doros Giorgiadis (1974), Nikos Karvelas (care avea să devină soțul său în 1975) și Mihalis Terzis (1976).

### Sfârșitul anilor '70: începuturile carierei
În 1977 Anna demarează un turneu alături de George Dalaras și Haris Alexiou într-o serie de concerte din care cel mai notabil este cel de la Rainbow, Londra, din iunie. În același an, ea va câștiga premiul pentru cea mai bună cântăreață și cel mai bun cântec (As Kanoume Apopse Mian Arhi) ale anului la Festivalul Anual de Cântec din Salonic (Palais des Sports), iar în 1978 a fost propusă de ERT (Televiziunea Națională din Grecia) să reprezinte grecia la cea de-a 23-a ediție a Concursului Muzical Eurovision. Au existat două piese între care să se facă selecția - Poso S'Agapo și O Kyrios Nobel - dar, în final, din cauza controverselor dintre cei doi compozitori ai cântecelor, participarea sa a fost descalificată locul pentru Eurovision fiind atribuit Taniei Tsanaklidou.

### 1980–1982: Concursul Muzical Eurovision

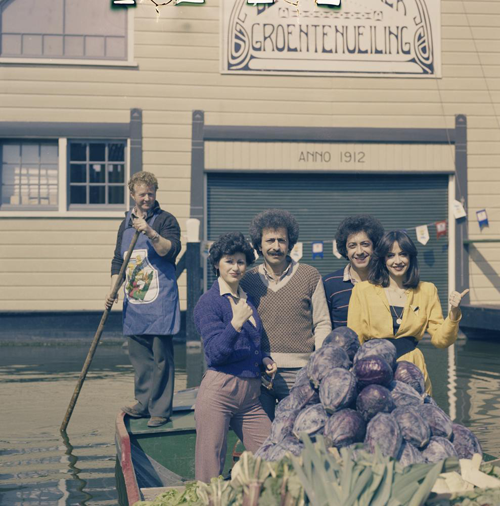
Vissi (dreapta) alături de formația The Epikouri la o ședință foto pentru Eurovision 1980.

În 1980, Vissi a participat la cea de-a 25-a ediție a concursului Eurovision reprezentând Grecia cu piesa „Autostop” și clasându-se pe locul 13 cu 30 de puncte. În același ani și-a lansat al treilea album de studio Nai („Da”) primind un disc de aur pentru cele 50.000 de copii vândute. Doi ani mai târziu, ea va reprezenta Ciprul la cea de-a 27-a ediție Eurovision cu un cântec pe care l-a compus chiar ea - „Mono I Agapi” („Doar dragostea”) - care s-a clasat pe locul 5 cu 85 de puncte, cea mai bună poziție ocupată de Cipru vreodată, performanță egalată ulterior în 1997 când a fost reprezentat de Hara & Andreas Constantinou și în 2004, reprezentant de Lisa Andreas. Cântecele nu au fost lansate pe niciun album sau single până în 2006 când ambele au apărut pe un CD single lansat de Anna în timpul celei de-a treia sa prezențe la Eurovision. Totuși, „Mono I Agapi” a fost lansat ca un single de vinil de 18 cm în 1982 de CBS cu o versiune în limba engleză intitulată „I'm Gonna Be A Fool for You” pentru fața B.

### 1983–1990: colaborarea și mariajul cu Nikos Karvelas
În anul 1983, Anna Vissi se căsătorește cu Nikos Karvelas, compozitor alături de care ea colabora încă din 1975. După căsătorie, colaborarea a fost mai apropiată iar toate lansările sale, începând cu anul 1975, care au fost recompensate cu aur sau platină au inclus cântece compuse de Karvelas. În 1986, ea a participat la finala cipriotă a Concursului Național de calificare pentru Eurovision, ocupând locul doi cu melodia „Thelo Na Gino Star", cântec ce nu a fost lansat nici în prezent (2010).
În 1985, Vissi lansează albumul Kati Simveni („Se întâmplă ceva”) care includea unul dintre cele mai faimoase cântece ale sale - Dodeka [„Douăsprezece (ora)”] - iar în 1986 albumul I Epomeni Kinisi („Următoarea mișcare”), urmat de Empnefsi! („Inspirație”) și Tora („Acum”) în 1988.
În 1988 ea își face debutul și ca producător de radio la postul ANT1. Emisiunea era intitulată după unul din cântecele sale, („Ta Koritsia Einai Atakta” - „Fetele sunt neascultătoare”) și era difuzată în fiecare week-end. În același an, Vissi participă la finala greacă de calificare pentru Eurovision cu piesa „Kleo” („Plâng”), clasându-se pe locul trei.
În 1989, lansează cu un succes notabil albumul de studio Fotia (Foc) fiind primul album care avea influențe muzicale vestice. Melodia centrală „Pseftika” („Fals”) a devenit rapid un hit iar Vissi a concertat în același an la „Palatul Diogenis", cel mai mare club de noapte/sală de concerte ateniană la acel moment.

### 1990–1995: opera teatrală și de televiziune

Vissi în Daimones.

La începutul anilor '90, Anna a continuat să interpreteze în Grecia cu Nikos Karvelas, susținând concerte la „Palatul Diogenis Palace” și apoi la „Rex". În noiembrie 1991, Vissi și Karvelas au demarat un proiect pentru o primă operă rock grecească, „Daimones” („Demoni”), bazată pe un libret de Stavros Sideras și pus în scenă la Teatrul Atticon din Atena timp de doi ani. Regizorul era Roger Williams iar Anna Vissi (Regina & Rozanne), Yannis Samsiaris (Daniel), Bessy Malfa (Witch & Loa) și John Modinos (inchizitorul) erau actorii principali. „Daimones” a rulat și la posturile de televiziune internaționale și a atras atenția agenților de pe Broadway. Un an mai târziu, în octombrie 1993, Vissi a jucat rolul principal al Afroditei din opera cu un singur act Ode to the Gods a lui Stavros Sideras, susținută o singură dată la Limassol, Cipru, în timpul celebrării Zilelor Commonwealthului. Președintele de atunci al Republicii Cipru, Glafkos Clerides, și regina Elisabeta a II-a a Marii Britanii s-au numărat printre auditori.
În anii următori, Karvelas și Vissi au lansat albumele Lambo în 1992, Emeis în 1992, Live! în 1993, Re! în 1994 și O! Kypros care conținea cântece tradiționale cipriote, în 1995. În 1994, a fost gazda unui spectacol săptămânal al postului ANT1, intitulat Me Agapi, Anna, la un an după ce susținuse un concert în Cipru pentru sprijinirea apărării insulei.

### 1996–1998:Klima Tropiko,TravmașiAntidoto

Vissi prezentând cele 3 discuri de platină ale albumului Travma.

În februarie 1996, Vissi lansează albumul recompensat cu trei certificații de platină în Grecia și alte trei în Cipru, Klima Tropiko, acesta fiind caracterizat de noi linii melodice ale Annei. După mai bine de 40 de concerte susținute de-a lungul Greciei, ea a avut o serie de apariții de iarnă în clubul „Haos". În februarie 1997, Vissi câștigă trei premii la Premiile Muzicale Grecești: Cea mai bună artistă, Cea mai bună interpretare și Cel mai de succes hit în media.
În aprilie 1997, Vissi lansează Travma care devine aur în douăsprezece zile iar în șase luni se vând 150.000 de unități și obține o tripla certificare de platină.
În iarna dintre 1997-1998, Vissi a avut apariții la clubul Gazi iar în ajunul Anului Nou, la invitația primarului Atenei, ea susține un concert în Piața Parlamentului în fața a mai mult de 20.000 de spectatori, concert televizat în întreaga Grecie și Cipru. În martie 1998, Vissi depășește un record prin câștigarea a șapte trofee la Premiile Muzicale Grecești cu albumul Travma. Câteva luni mai târziu, un nou CD single a fost lansat, acesta conținând piesele „Crush”, „Mavra Gyalia” și „Eleni”, alături de relansarea albumului Travma cu un CD bonus care conținea melodii din albumele anterioare, exclusiv pentru Australia.

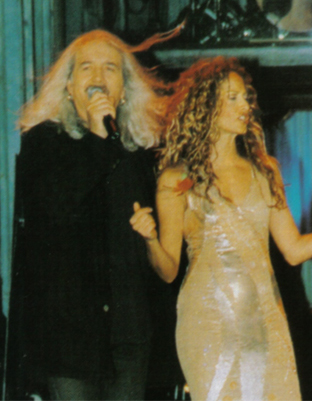
Vissi și Karvelas la Asteria, 1998.

În aprilie 1998, Vissi lansează albumul de studio Antidoto, vândut în mai mult de 80.000 de copii într-o săptămână și depășind toate recordurile anterioare, în cele din urmă atingând statutul de triplu certificat de platină în Grecia și în Cipru. Pe timpul verii anului 1998, Vissi a prezentat un spectacol la clubul „Asteria".
Mai târziu, în același an, Vissi a susținut un concert de caritate (Telethon) la Palatul Prezidențial din Cipru, alături de orchestra prezidențială a Confederației Ruse continuat cu două concerte la Londra, în februarie 1999 (Forum Music Theatre, Palladium Theatre). La scurt timp, a demarat un alt mini-turneu în SUA, concertând la Los Angeles, Atlantic City, Chicago, Boston și New York (Madison Square Garden).
În New York, Vissi a susținut un mini-concert pentru fanii săi la Virgin Megastore din Times Square. Această interpretare a fost parte a seriei de evenimente găzduite de Virgin Megastore de promovare a unora dintre cele mai mari vedete internaționale, Vissi fiind singura artistă din Grecia care a primit această onoare. Evenimentul a fost mediatizat în regiunea Tri-State (zona metropolitană newyorkeză și orașele satelit) de postul de radio KTU și a fost parte componentă a „Zilei Anna Vissi” la cel mai mare sediu Virgin Megastore din the Statele Unite.

### 2000–2001:Everything I Am,Agapi IpervolikișiKravgi
După o scurtă pauză în cariera muzicală, în aprilie 2000 Vissi a susținut un concert la Royal Albert Hall din Londra, în ceea ce a fost numit „spectacolul mileniului”, cântând în fața audienței formate din fani din Marea Britanie și reprezentanți de la Sony International și manageri de marketing din Europa.
La 13 mai 2000, ea va interpreta în calitate de invitat special în Cipru, la cea de-a 49-a ediție a concursului Miss Univers desfășurat la stadionul Eleftheria din Nicosia. Ea a cântat pentru prima dată piesa „On a Night Like This", melodie devenită celebră după preluarea sa de către superstarul australian Kylie Minogue și inclusă pe albumul Light Years.
Câteva luni mai târziu a fost lansat primul său single internațional numit Everything I Am, conținând versiunea originală și alte trei versiuni remixate ale cântecului (Almighty Mix, Eiffel 65 RMX, Groove Brothers Remix), precum și piesa în dublă variantă, greacă și engleză, „Moro Mou, No Tomorrow". Ea a filmat și primul său videoclip al acestui single, regizat de Antti Jokinen (Solar Films, Finlanda), care a costat 80.000.000 de drahme (310.000 USD).
Separat de single-ul din engleză, Vissi a lansat și un nou single în greacă - „Agapi Ipervoliki” - care conținea șase noi cântece. A câștigat trei discuri de platină, în final stabilind patru certificări cu platină. În scopul promovării acestuia, ea a apărut într-o serie de concerte la „Asteria” alături de Karvelas li de formația ONE, avându-l pe Shaun Fernandez coregraf.
În septembrie 2000, Anna a susținut un concert de caritate la stadionul GSP Stadium din Nicosia, în fața a 12.000 de oameni, alături de ONE și un grup de dansatori de la Sony International. Ea a cântat melodii de pe întreg parcursul carierei sale de până atunci (1973-2001). În același an lansează la nivel internațional albumul în limba engleză Everything I Am care, deși reprezenta debutul unui ambițios efort de lansare a unei cariere internaționale, a eșuat să se claseze în topurile din Statele Unite. Conținea 12 piese purtând semnăturile Russ Ballard, Mark Taylor, Graham Stack, Steve Torch, Paul Stanley, Tina Shafer, Julian Harris, Danielle Gerber și Nikos Karvelas. Producătorii albumului erau Brian Rawling, Ric Wake și Peter Asher. În Grecia, după o săptămână, albumul atingea statutul de certificat cu aur (20.000 de copii +), în vreme ce în Australia, Africa de Sud, Spania, Italia, Franța, Germania, Turcia, Finlanda, Norvegia și în Asia a început promovarea sa  cu un succes relativ.
În noiembrie 2000 era lansat Kravgi, un album dublu cu 24 de piese noi care includea și un duet cu Katy Garbi. Atinge 3 certificații de platină într-o singură lună, stabilind un record și atingând apoi șapte discuri de platină ceea ce a făcut din Kravgi unul dintre cele mai de succes albume din istoria Greciei. Câteva luni mai târziu, Anna apare alături de Garbi și formația masculină ONE în reprezentații la Fever în timp ce acceptă invitația primarului Atenei de a concerta din nou în Piața Parlamentului, la celebrările din ajunul Anului Nou 2001.
Chiar înainte de Paști lansează un al doilea single de pe albumul său internațional, intitulat „Still in Love with You” cu remixuri (Radio Edit, Soda Club Radio Mix, Soda Club Mix, Soda Club TV Track) și producție de Brian Rawling. În septembrie 2001, a susținut un concert în Cipru, pe stadionul GSP, cântând în prezența a 18.000 de spectatori pentru mai bine de 3 ore. Cu doar o zi înainte, Anna Vissi era premiată pentru cele șapte discuri de platină obținute cu albumul Kravgi.

### 2001 și 2006. Anna Vissi în România
La 6 iunie 2001, Anna a fost protagonista spectacolului 2001 Odiseea Păcii desfășurat la București (în Piața Unirii, în apropiere de râul Dâmbovița), alături de regizorul și producătorul Emir Kusturica și formația No Smoking. Evenimentul includea un spectacol multimedia cu proiecții gigantice, lasere, holograme, ecrane de apă, sunet și lumină transpuse în scenă de Angelos Hatjandreou, regizorul spectacolelor lui Vangelis, o călătorie în timp și spațiu narată de actorul Marcel Iureș, în care Ulise, eroul epopeii homerice, este martorul întregii istorii a umanității privită ca o alternativă între cultură și comunicare, întărit de concertul „celei mai mari cântărețe de pop din Grecia”. Mai mult de 150.000 de spectatori au fost prezenți. Kusturica, alături de Angelos Hadjiandreou și Anna Vissi au asigurat direcția artistică a evenimentului, combinând muzica cu cele mai moderne expresii ale artei în spectacolul transmis în direct de postul de televiziune Pro TV.
În aprilie 2006, cu ocazia turneelor de promovare a piesei „Everything”, piesa cu care Anna reprezenta Grecia la concursul Eurovision din Grecia, interpreta a fost invitata TVR pentru un mini-concert susținut la 16 aprilie, în Piața Revoluției, alături de formațiile românești Akcent, Delia, Voltaj, Blondy și Trident. În ciuda renumelui Annei și a prezenței unor formații românești de top la acel moment, spectacolul prezentat de Cătălin Măruță a strâns puțini spectatori din cauza ploii abundente de la București. În timpul acestei a doua sa prezențe în România, Anna a fost invitata postului național de televiziune, interpretând piesele „Kanenas” și „Call Me”, artista manifestându-și totodată simpatia pentru reprezentantul României la concursul Eurovision din acel an, Mihai Trăistariu. Piesele României și Greciei erau văzute drept favorite la cucerirea trofeului dar în final aveau să se claseze pe locurile 4 (Mihai Trăistariu - Tornero) respectiv 9 (Anna Vissi - Everything). Relația de amiciție și de colaborare dintre cei doi artiști începută cu această ocazie precum și succesul său profesional l-au propulsat pe Mihai între interpreții preferați în Grecia și Cipru, fiind invitat sa concerteze în Cipru de nu mai puțin de șapte ori, primind la sfârșitul anului și premiile pentru hitul anului și cea mai bună voce masculină.

### 2002–2004:Mala,XșiParaksenes Eikones

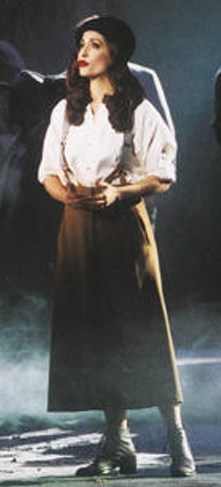
Vissi în Mala - I Mousiki Tou Anemou.

La începutul anului 2002, Vissi a apărut în muzicalul Mala - I Mousiki Tou Anemou, scris de Karvelas, bazat pe povestea de dragoste reală din timpul celui de-al Doilea Război Mondial de la Auschwitz, dintre Mala Zimetbaum și Edward Galiñski. Piesa, care s-a desfășurat la Palace Theatre din Atena (19 ianuarie 2002), a purtat semnătura regizorală a lui Yannis Kakleas și a fost acompaniată de orchestra simfonică alcătuită din 40 de muzicieni și dirijată de Yorgos Niarhos, iar în piesă au jucat alături de Anna încă 60 de actori printre care Leonidas Kakouris, Aias Manthopoulos, Katerina Dadaskalou, Elena Tirea, Stavros Giagoulis, Mihalis Anthis, Zoi Nalpandi, Elpia Braoudaki, Panos Metaxopoulos, Stelios Nikolaidis, Niki Palikaraki, Eleni Georgy și Alberto Eskenazi. Spectacolul, primit apreciativ de majoritatea criticilor, a fost difuzat de postul de televiziune Mega Channel un an mai târziu. Coloana sonoră a fost inclusă pe un album care a fost listat ulterior.
Către finalul anului 2002, Vissi lansează albumul X, produs de George De Angelis. La scurt timp, albumul ajunge numărul 1 în Grecia, modul în care a reușit această performanță constituind tema unei ediții a emisiunii Music Room de la postul CNN. Albumul ajunge la fel de repede numărul 1 în diagramele IFPI și este certificat de două ori cu platină. În iarna dintre 2002-2003, Anna concertează la Fever Club din Atena, alături de Giannis Parios.
În mai 2003, Vissi are reprezentații în colaborare cu Nikos Karvelas și Irini Merkouri la Boom din Salonic iar la 15 iulie 2003, concertează la A Plaz Voulas/Apollonies Aktes alături de invitatul special Nikos Karvelas, urmat în septembrie de un concert în Cipru, pe stadionul Tzirion din Limassol la celebrarea a 30 ani de carieră. În același an este premiată pentru contribuțiile sale la Organizația Paralimpică Cipriotă, în vreme ce o piață din Larnaca primește numele solistei. De asemenea, Anna este invitata președintelui Ciprului la Palatul Prezidențial din Nicosia.
La 5 decembrie 2003, Vissi lansează dublul album Paraksenes Eikones care este recompensat cu un dublu disc de platină în șase luni. Acesta era primul album de la cel din 1981, intitulat Anna Vissi, care includea cântece scrise de alți compozitori în afară de Nikos Karvelas, album care a lansat de asemenea multe hituri. Pentru promovarea sa, interpreta a apărut la „Diogenis Studio” în sezonul de iarnă 2003-2004, alături de Konstandinos Christoforou, Nino și Hi-5.
Albumul conținea piesa „Eisai” a cărei variantă ulterioară în limba engleză, „Call Me", avea să se bucure de un succes deosebit în Statele Unite. Piesa „Treno” a cucerit premiul pentru cel mai bun videoclip și Cântecul Anului în Grecia la Arion Awards și a ocupat timp de 13 săptămâni locul 1 în topuri, a fost aleasă Cântecul Anului în 2003 și 2004 în Cipru și melodia deceniului de ascultătorii celui mai mare post radio din Cipru, Super FM.

### 2004–2005: „Call Me” șiNylon
La 31 martie 2004, Vissi a concertat în Piața Libertății din Nicosia, parte a celebrărilor ocazionate de integrarea Ciprului în Uniunea Europeană, după o invitație din partea Republicii Cipru. În mai 2004, demarează un mic turneu în Anglia și U.S.A., alături de Lambis Livieratos (cu care mai colaborase la începutul anilor '90), în vreme ce în luna iulie albumul Paraksenes Eikones era relansat cu un CD single bonus intitulat Remixes 2004 care a fost certificat cu aur. La 29 august 2004, Vissi interpretează la ceremonia de închidere a celei de-a XXVIII-a Olimpiade de Vară, desfășurată la Atena. La concertul din Cipru din 3 septembrie, de pe stadionul GSP din Nicosia, Anna interpretează pentru prima dată cântecul „Call Me", varianta în limba engleză a piesei „Eisai” cântată de solistă la Jocurile Olimpice.

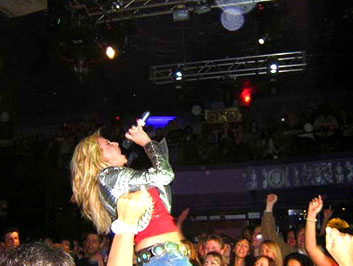
Vissi într-o reprezentație dintr-un club din Statele Unite, parte a turneului de promovare a piesei „Call Me".

La 20 decembrie 2004, Vissi lansează un album live și un DVD care ating statutul de certificat cu platină în prima săptămână de la lansare. După acest concert, ea se mută în Statele Unite pentru a pregăti și promova piesa „Call Me". Sony BMG, compania producătoare alături de care Anna colaborase cu succes, nu a prezentat interes pentru piesă neavând încredere în potențialul acesteia, dar Vissi a dus produsul la Moda Records, o companie mică din New York iar melodia ajunge numărul 1 în U.S. Billboard Hot Dance Club Play Chart și numărul 2 în Billboard Hot Dance Airplay chart. Anna a concertat apoi la Copacabana din New York pentru KTU PartyGras iar pe timpul iernii până în vara lui 2005 într-o serie de cluburi într-un mini-turneu de promovare a piesei „Call Me", printre aceste numărându-se Central, Mirage, DNA, The Sound Garden și Studio 9.
În iulie 2005, Vissi se întoarce în Grecia și lansează „Call Me” pe un CD single produs de Sony BMG, împreună cu o nouă piesă în limba engleză cu numele Lie. Melodia ajunge numărul 1 în IFPI singles charts și este certificată cu aur. În aceeași lună, Anna a vizitat studiourile pentru înregistrarea unui nou album în limba greacă. În august 2005, Anna urcă pe scena Coca-Cola Sound-Wave, spectacol desfășurat la Mykonos unde va cânta noua piesă „Lie” și unde își va surprinde fanii cu o prezență extravaganță. Reprezentația aceasta a fost considerată de mulți drept o revenire a Annei pe scena muzicală grecească după o absență de mai bine de un an.
La 27 septembrie 2005, Vissi lansează un nou album în limba greacă intitulat Nylon care devine certificat cu platină în 24 de ore și numărul 1 în IFPI Greek Top 50 albums chart. La scurt timp, în octombrie 2005, albumul este lansat ca un dual disc, primul lansat vreodată în Grecia. Acesta includea imagini speciale cu Anna și Nikos Karvelas în studiouri precum și un duet cu liderul vocal al grupului Goin' Through, piesa Erota i Polemo (Dragoste sau război). Albumul a fost diferit de celelalte albume lansate de Vissi anterior, cu mai multe influențe rock precum și o combinașie de alte genuri rock, dance, baladă și hip-hop. La 24 noiembrie 2005, Vissi desfășoară reprezentații la Club Votanikos din Atena, alături de Goin' Through, Dimitris Korgialas, Evridiki și Despina Olympiou până în martie 2006.

### 2006–2007: Concursul Muzical Eurovision și turneul mondial
Operatorul național grec de televiziune ERT a ales-o pe Anna Vissi pentru a reprezenta Grecia la Eurovision 2006. Vissi a prezentat patru piese la selecția din 14 martie 2006 de la Votanikos Club. Telespectatorii din Grecia au votat prin SMS în combinație cu voturile unui juriu pentru piesa dorită a reprezenta țara la Eurovision. Două dintre piesele concurente erau compuse de Nikos Karvelas, „Everything” și „Who Cares about Love", la prima piesă Anna fiind autoarea versurilor. A treia piesă, „A Beautiful Night", era scrisă de grupul Pegasos iar ultima, „Welcome to the Party", opera compozitorului Dimitris Kontopoulos. „Everything” a fost selecționat cu o proporție de 47,79% din voturi. La o zi după finală, Vissi a filmat și videoclipul piesei. Casa de discuri Minos EMI, alături de care colaborase Vissi anterior, lansează la scurt timp un CD single cu cele două piese cu care Vissi intrase in concursurile Eurovision precedente, „Autostop” și „Mono I Agapi".
După finalizarea filmărilor la videoclip, Anna Vissi a demarat un turneu promoțional de-a lungul Europei la 12 aprilie 2006 începând cu Rusia. De asemenea a vizitat Malta, Cipru, Albania, Serbia și Muntenegru, România, Spania, Olanda, Suedia, Bosnia și Herțegovina, Belgia, încheind turneul la 10 mai în Israel..
La 19 aprilie 2006, ea lansează un single al piesei care includea versiunea originală precum și un remix semnat DJ Valentino și Christodoulos Siganos. Anna a relansat apoi albumul Nylon sub forma Nylon: Euro-Edition, care includea toate piesele primului album precum și piesa de la Eurovision în variantele originală, remixată și versiunea karaoke. „Euro Edition” mai conținea și celelalte trei piese prezentate la preselecția pentru concurs: „Beautiful Night", „Who Cares About Love” și „Welcome to the Party", care au intrat în playlist-ul postului de radio prin satelit „Sirius Beat".

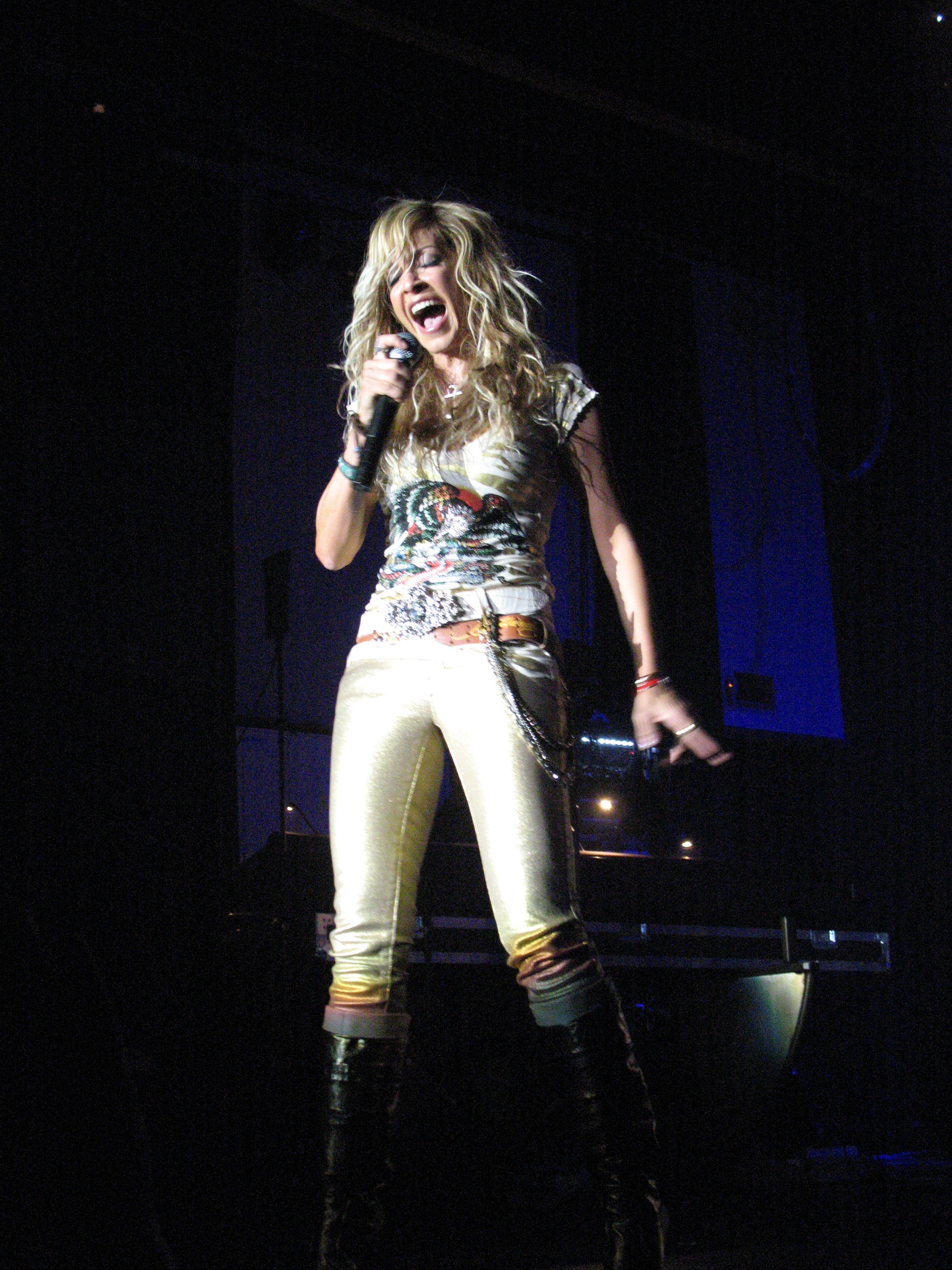
Anna Vissi la Amsterdam, 2007.

Anna a interpretat piesa Greciei la Eurovision intrând a 16-a în concurs, în acea seară, și a apărut singură pe scenă, purtând o vestimentație semnată Jean-Paul Gaultier. Deși era printre favorite, piesa Greciei s-a clasat în final pe locul 9 acumulând 128 de puncte, fiind una din cele două țări precalificate care s-au clasat în top 10 (cealaltă fiind România). Eurovision 2006 a fost câștigat de Finlanda, reprezentată de formația rock Lordi cu piesa „Hard Rock Hallelujah".
După Eurovision, „Everything” a fost lansat și în Finlanda la 24 mai 2006 de Sony BMG Finlanda, după ce fusese lansat anterior și în Suedia și atinsese locul 24 în topuri. Acesta era o preluare diferită de original. O nouă versiune a dicului dual Nylon a fost relansat conținând piesa de la Eurovision iar Anna concertează la Royal Albert Hall din Londra la 27 mai 2006 urmat de un concert la 8 septembrie pe stadionul GSP din Nicosia, marcând începutul unui mini-turneu în Grecia denumit „The Best of Anna Vissi 2006. În toamna lui 2006, mini-turneul grecesc a fost continuat cu o serie de concerte cu casa închisă în Cipru, alături de formația Goin' Through.
La începutul lui 2007, Vissi se mută la Los Angeles, SUA, pentru a lucra la un album în limba engleză, timp în care, în februarie, o însoțește pe prietena sa Patricia Field la decernarea Premiilor Oscar din Los Angeles, California.
Vissi mai desfășoară un turneu mondial în ianuarie 2007. Ea călătorește în Australia alături de Konstantinos Christoforou și susține trei concerte la Melbourne și Sydney, iar de la 10 aprilie până la 1 mai 2007 concertează în America de Nord. Împreună cu Takis Zaharatos, Anna are reprezentații în Chicago, New York, Atlantic City, Connecticut (Foxwoods), Los Angeles, Montreal și Toronto. Vissi continuă turneul mondial în octombrie cu un mini-turneu european. Seria de concerte s-a desfășurat la Amsterdam și Bruxelles în vreme ce concertul său de la Paris a fost anulat fără vreo explicație.
În septembrie 2007, Sony BMG lansează o compilație denumită The Essential Anna Vissi în piețe selectate special. Albumul conținea 17 piese și includea unele din cele mai mari hituri ale Annei precum și piesa în limba engleză „Is it Safe?” care apăruse pe piață dar neoficial.
O lună mai târziu, ține un concert special de caritate la Londra pentru Oinoussian Benevolent Fund. Acesta s-a desfășurat la Royal Opera House din Covent Garden alături de London Philharmonic Orchestra și a strâns 250.000 de lire sterline, sumă calculată fără a include prețul biletelor care era de 200 de lire per bucată.

### 2008–2009:Apagorevmeno
De Anul Nou, Vissi a interpretat în cadrul unui mare concert desfășurat în orașul său natal Larnaca din Cipru. Vissi a petrecut o mare parte din 2007 și 2008 înregistrând un nou album în limba engleză. Într-un interviu cu fanii, Vissi a vorbit despre album descriindu-l ca „un album rock cu melodii incredibil de frumoase, la care au lucrat unii dintre cei mai importanți oameni din industria muzicală din Statele Unite. Un album care poate fi realizat doar în SUA și care reprezintă ceea ce sunt; cred că acest album va fi un mare plus la cariera mea de până acum". S-a dezvăluit faptul că acest album urma să fie lansat în prima jumătate a anului 2009.
În februarie 2008, Vissi semnează cu Maple Jam Music Group pentru managementul lansărilor albumelor în limbile engleză și greacă. În aprilie, MAD TV găzduia o competiție în cadrul emisiunii „Greek Week” în care vizitatorii site-ului web puteau vota primele lor 10 videoclipuri favorite din muzica grecească, câștigătorii urmând a fi prezentați într-o emisiune specială „Greek Top 30 Countdown” la 20 aprilie. Vissi a fost cel mai des nominalizată (cu 13 videoclipuri) și a ocupat prima poziție cu „Treno” în timp ce „Agapi Ipervoliki” a venit pe poziția a patra în topul celor 30 de videoclipuri.
La 28 iunie 2008, Vissi prezintă cântecul „Diri Dakta” care fusese postat inițial prin intermediul paginii sale oficiale MySpace; cântecul nu a apărut pe noul său album. Mai târziu, la 4 octombrie, Vissi va interpreta la o gală de caritate de la Grosvenor House Hotel din Londra. O piesă bonus din albumul în limba greacă era lansat la 29 octombrie 2008, alături de videoclipul piesei filmat la 22 octombrie la Mall Atena. Cântecul, intitulat „To Parelthon Mou” („Trecutul meu”), este prezent și pe coloana sonoră a filmului grecesc Bank Bang lansat in decembrie același an. Având compania Cosmote drept sponsor al albumului, trei piese ale acestuia au fost lansate la 26 noiembrie exclusiv în magazinele online ale sponsorului.
Albumul Apagorevmeno a fost lansat la 9 decembrie 2008, și includea cântece de Patrick Leonard, Adam Cohen, Kara DioGuardi, Glen Ballard, Dan Wilson, Yannis Kefonedes și Vissi însăși. Producția albumului purta semnăturile Annei, Greg Ladanyi, Patrick Leonard, CJ Vanston și Yannis Kefonedes. Era primul album din 1983 care nu includea nicio piesa compusă sau la care să fi colaborat Nikos Karvelas. Motivul pe care interpreta l-a oferit într-un interviu acordat revistei Down Town Magazine a fost că cei doi s-au plictisit de colaborarea îndelungată dat că asta nu exclude viitoarele colaborări. Albumul a fost certificat cu aur în prima săptămână de la lansare și a ajuns numărul unu în a doua săptămână, stabilind în final o dublă certificare cu platină în Grecia și Cipru. În august 2009, Apagorevmeno devine primul album care avea patru piese între primele 10 în diagramele pentru piesele grecești descărcate, conform Billboard, de la lansarea acestui grafic.
La 24 februarie 2009, Vissi își reînnoiește contractul cu Sony Music Grecia.

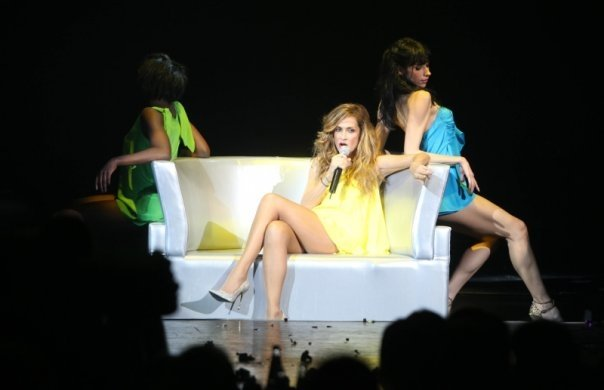
Vissi în concert la Arena Athinon în 2010 în timpul turneului The Fabulous Show.

Anna Vissi planificase inițial apariții la Athinon Arena începând cu luna februarie 2009 în scopul promovării noului album  dar decide să susțină în schimb un concert uriaș la Atena pe timpul verii urmat și de un turneu de-a lungul Greciei, turneu început în iulie iar biletele fiind vândute complet pentru toate aparițiile din Grecia. Turneul s-a încheiat la 25 septembrie 2009 cu un concert pe stadionul GSP din Nicosia, Cipru, și a fost un succes total, publicul grec bucurându-se din nou de apariția Annei pe scenele din Grecia după o absență de patru ani.
La 16 noiembrie 2009, Apagorevmeno a fost relansat sub denumirea Apagorevmeno+ și conținând 3 noi piese și două remixuri într-un ambalaj special, ecologic.
Vissi a interpretat totuși pe Athinon Arena la 6 noiembrie. Alături de a au apărut pe scenă artiști greci precum formația Ble, Giorgos Sambanis, Mario, Vera Boufi, Elisavet Spanou, Mihalis Zeis și DJ Dim Trik. Spectacolul a fost denumit „The Fabulous Show” la fel ca cel mai recent single.

### 2010-prezent:Agapi Einai EsișiSinentefxi

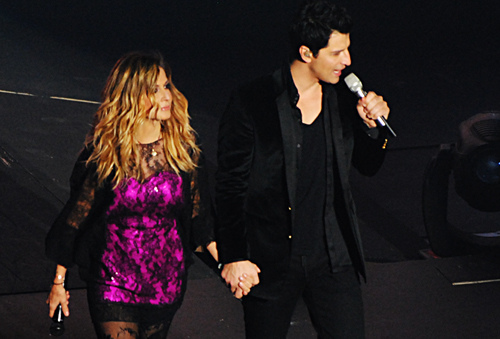
Vissi și Sakis Rouvas la Athinon Arena în 2011.

În ianuarie 2010, piesa „Treno” de pe albumul Paraksenes Eikones a fost votat „Cântecul deceniului” în Cipru, de către ascultătorii celui mai popular post de radio din țară, Super FM.
Vissi a înregistrat un nou album în limba engleză în Los Angeles, California, cu o tentativă de lansare a sa în 2010. Printre compozitorii pieselor se numără Dave Stewart, Glen Ballard, Patrick Leonard și Brian Howes. Programat a fi lansat inițial în a doua jumătate a anului 2009, albumul a fost amânat pentru ca Vissi să își poată îndeplini angajamentele legate de „The Fabulous Show”.
În iulie 2010, Vissi a confirmat că filmează în prezent (2010) un documentar alături de regizoarea Christine Crokos, care se va axa pe viața de zi cu zi a Annei. Documentarul va fi difuzat de Alpha TV la sfârșitul lui 2010, deși nu s-a semnat un contract cu acest post de televiziune, în vreme ce altele și-au manifestat interesul de asemenea.
Anna Vissi urmează a lansa albumul în limba greacă în a doua jumătate a anului 2010. A confirmat ca a fost înregistrat primul single, programat pentru septembrie. Conform site-ului de muzică Tralala.gr, noul produs va conține piese semnate de Nikos Karvelas, Giorgos Sabanis, Giannis Kifonidis, Giannis Hristodoulopoulos, Alex Papaconstantinou și Dimitris Kontopoulos dar informația nu a fost confirmată oficial.
Vissi a apărut alături de Sakis Rouvas pentru o serie de concerte care s-a desfășurat la Athinon Arena în sezonul de iarnă 2010-2011 ceea ce a reprezentat prima lor apariție și colaborare după cea din 1996 când au interpretat împreună în clubul Haos, și totodată al doilea an consecutiv în care Vissi concertează la Athinon Arena. Cei doi prevăd și înregistrarea unui duet care să fie lansat în conjuncție cu reprezentațiile live.
În noiembrie 2013 Vissi a semnat cu casa de discuri Panik. Primul cântec de pe următorul album „I Kathimerinotita Mas” (Rutina noastră de zi cu zi) a fost lansat la mijlocul lunii noiembrie a anului 2013 și a devenit cel mai popular single pe iTunes în prima zi de la lansare acest lucru ajutând piesa să se claseze pe locul al doilea în clasamentul grec I-Tune Charts. În prima săptămână de la lansare a fost cel mai difuzat cântec la posturile grecești de radio. Pe 20 decembrie 2013, Vissi a cântat, alături Antonis Remos în cadrul concertului „Ena I Kanena” desfășurat la Pantheon Theatre în Atema.
La 30 noiembrie 2015, Vissi lansează albumul „Sinentefxi”, care cuprinde 14 cântece noi. Albumul s-a clasat pe primul loc în Cipru și Grecia, reușind să intre în top 100 albume din Malta și Spania.

## Discografie
| - As Kanoume Apopse Mian Arhi (1977) - Kitrino Galazio (1979) - Nai (1980) - Anna Vissi (1981) - Eimai To Simera Kai Eisai To Hthes (1982) - Na 'Hes Kardia (1984) - Kati Simveni (1985) - I Epomeni Kinisi (1986) - Tora (1988) - Empnefsi! (1988) - Fotia (1989) - Eimai (1990) - Emeis (1992) - Lambo (1992) - Re! (1994) - O! Kypros (1995) - Klima Tropiko (1996) - Travma (1997) - Antidoto (1998) - Everything I Am (2000) - Kravgi (2000) - X (2002) - Paraksenes Eikones (2003) - Nylon (2005) - Apagorevmeno (2008) - Agapi Einai Esi (2010) - Sinentefxi (2015) | - Live! (1993) - Live (2004) |

## Filmografie
| Televiziune | Televiziune                                          | Televiziune        | Televiziune                |
| An          | Titlu                                                | Rol                | Note                       |
| ----------- | ---------------------------------------------------- | ------------------ | -------------------------- |
| 1994        | Me Agapi, Anna (Cu dragoste, Anna)                   | Propriul rol/Gazdă | Spectacol de varietăți     |
| Teatru      |                                                      |                    |                            |
| An          | Titlu                                                | Rol                | Note                       |
| 1991        | Daimones (Demoni)                                    | Regina/Rozanne     | Prima operă rock grecească |
| 1993        | Ode To The Gods                                      | Afrodita           | Operă cu un singur act     |
| 2002        | Mala - I Mousiki Tou Anemou (Mala - Muzica vântului) | Mala Zimetbaum     |                            |
| 2013        | Daimones (Demons)                                    | Queen/Rozane       |                            |

## Turnee
- 1993: 20 Years Live Tour
- 1996: Klima Tropiko Tour
- 1997: Travma World Tour
- 1998-1999: World Tour
- 2002: Kravgi Australian Tour
- 2004: 2004 World Tour
- 2006: Best Of Anna Vissi Tour
- 2007: 2007 World Tour
- 2009: Apagorevmeno Summer Tour[125]
- Australian Tour (2010)[126][127]
- World Tour U.S.A, Canada & Europe Tour (2011)[128]
- Greek & American Summer Tour (2012)
- American & Canada Tour (2013)[129]

## Premii
Anna Vissi are 35 de premii și a fost nominalizată de peste 49 de ori în întreaga sa carieră. Aici nu sunt incluse sondajele și alte premii în afară de cele recunoscute oficial. A cucerit 6 trofee la Arion Music Awards, 4 la Cyprus Music Awards, 15 la Greek Pop Corn Music Awards, 9 la MAD Video Music Awards și 2 la Thessaloniki Song Festival (Festivalul de Cântec din Salonic).